# Kolonia Kuźnia
Kolonia Kuźnia [kɔˈlɔɲa ˈkuʑɲa] est un village polonais de la gmina de Jastrząb, du powiat de Szydłowiec et dans la voïvodie de Mazovie.
Il est situé à environ 4 kilomètres au nord de Jastrząb, 9 kilomètres au nord-est de Szydłowiec et à 104 kilomètres au sud de Varsovie.